# エルセーヌ
エルセーヌ（elle seine）は、株式会社エルが経営・展開するエステティックサロン。イオンや遠赤外線等を利用した痩身促進・脱毛を事業とするほか、エステティシャン養成校も開講している。

## 企業情報
- 本社郵便番号 104-0061
- 本社所在地 東京都中央区銀座1丁目3番9号
- 設立 2015年（平成27年）11月1日
- 資本金 100万円
- 従業員 600名
- 売上高 57億円（2015年3月期実績）

## 概要
1983年、株式会社エヌ・エス商事（現・株式会社エル）が設立。同時期に東京都渋谷区にてエルセーヌ第1号店がオープン。以来、全国に店舗展開し、現在では男性専用のエステティックサロン「エルセーヌMEN」も設立され、全国に100店舗以上（2008年現在）を展開している。
イオンを利用して血行を促進、ハーブでストレスを低下させ、マッサージで老廃物を排出させる、といった手法でボディケア事業を行っている。また、脱毛事業においては、脱毛時ニードルを使用する電気分解脱毛は行わず、独自の脱毛施術法を取り入れている。他に展開する事業内容に、イオンパックを採用したフェイシャルエステ、挙式前に行うブライダルエステなど。
1989年から2008年まで、特定の期間内にエステほか施術を行った顧客を対象に「テラクィーンコンテスト」を開催していた。また、エルセーヌのエステティシャン養成校として、「エルセーヌ エステティック エコール」（日本エステティック業協会認定校）を開講している。その他、クリニックとの提携や、化粧品のコラボレーション企画も行う。
インターネットテレビ「エルセーヌTV」も運営。コンテストでテラクィーンに選出された人物による食事アドバイスを放送したムービーや、店舗の紹介をムービーで閲覧可能にした「サロンレポート」、さらにブログやテラクィーンコンテストの模様を配信している。テレビ・広告では創業者で代表取締役会長の中村博史扮するMr.エルなどのキャラクターや、RIKACO、杉田かおる、RINA、桜井裕美を起用。他のメディア事業に、携帯電話上で閲覧可能な公式サイト「LOVEやせ手帳」がある。

## 沿革
- 1983年  渋谷区にエヌ・エス商事設立
- 1988年  東京広尾に本社ビル(エヌ・エス広尾ビル)設立
- 2009年  (株)エヌ・エス商事から(株)エルに社名変更
- 2015年  「(株)エル」より分社化し「(株)エルセーヌ・ファクトリー」設立